# Wādī adh Dhahab
Wādī adh Dhahab (arabiska: وادي الذهب) är en wadi i Syrien.   Den ligger i provinsen Dar'a, i den sydvästra delen av landet, 90 kilometer söder om huvudstaden Damaskus.
Trakten runt Wādī adh Dhahab består till största delen av jordbruksmark. Runt Wādī adh Dhahab är det ganska tätbefolkat, med 214 invånare per kvadratkilometer.